# Chloraea septentrionalis
Chloraea septentrionalis är en orkidéart som beskrevs av Maevia Noemi Correa. Chloraea septentrionalis ingår i släktet Chloraea och familjen orkidéer. Inga underarter finns listade i Catalogue of Life.